# Orion (typ jachtu)
Orion – mieczowy jacht kabinowy konstrukcji Zbigniewa Gibowskiego produkowany od 1976 z małymi zmianami do początku lat 90. Jednostka ta jest w stanie pomieścić maksymalnie 5 osób załogi. Fabrycznie typem ożaglowania jest ożaglowanie bermudzkie. Wyposażony w pantograf, do którego można przymocować pomocniczy silnik przyczepny, zaburtowy w pionowym układzie o mocy 2-6 KM.
Jacht produkowany seryjnie przez Chojnicką Wytwórnię Sprzętu Sportowego Polsport. Jest on niezwykle prosty w konstrukcji i obsłudze. Posiada zgrabny kształt, dobre właściwości nautyczne. Znane są liczne autorskie rozwiązania głównie zagospodarowania wnętrza niewielkiej kabiny. Obecnie jacht nieprodukowany i coraz mniej popularny ze względu na archaiczną konstrukcję i wręcz spartańskie warunki bytowe i wyposażenie. Coraz częściej używany jako tania łódź wędkarska

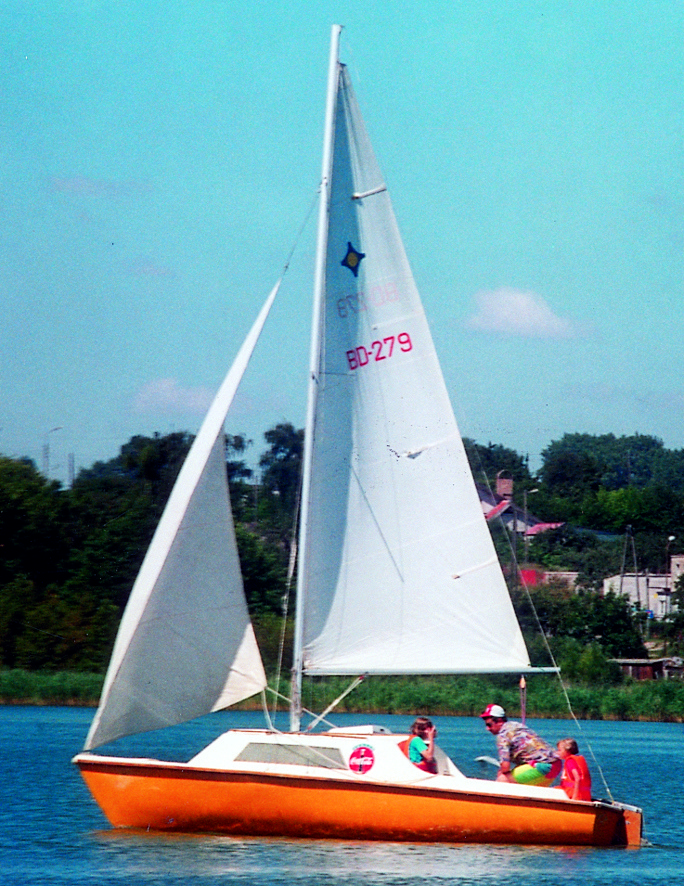
Jacht klasy Orion na Jeziorze Małym w Żninie

## Informacje techniczne

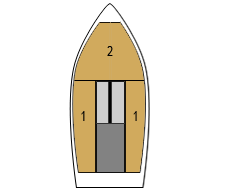
Rozkład koi na jachcie

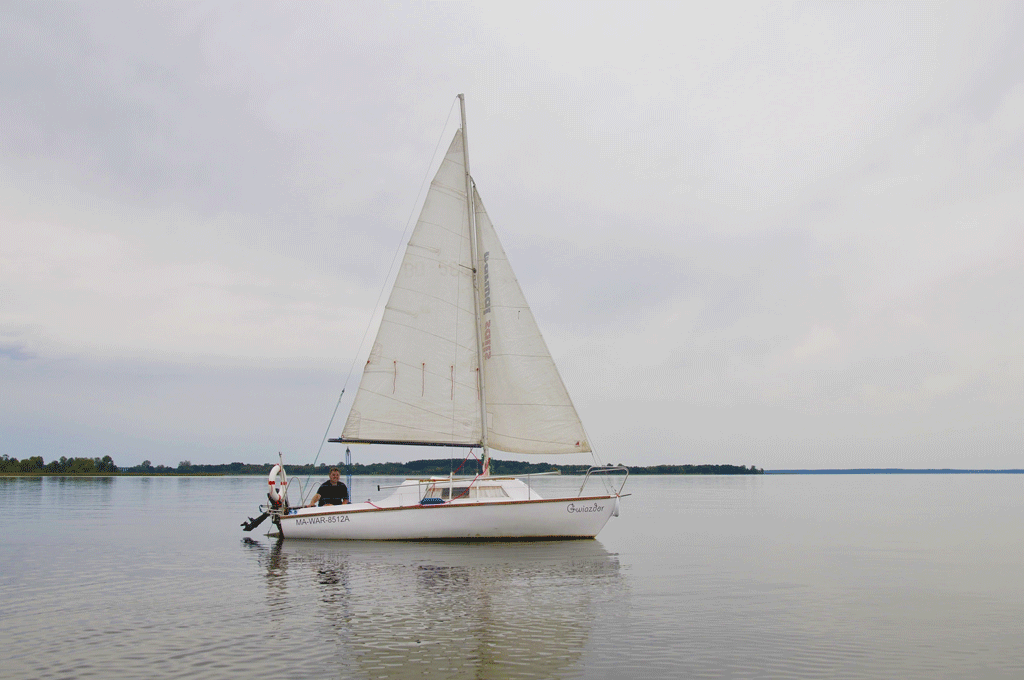

- Długość całkowita: 593 cm
- Szerokość całkowita: 209 cm
- Powierzchnia żagli: 16 m²
- Liczba koi: 4+1
- Zanurzenie minimalne: 26 cm
- Zanurzenie maksymalne: 134 cm
- Konstrukcja kadłuba: laminat PS